# Hortus Botanicus TU Delft

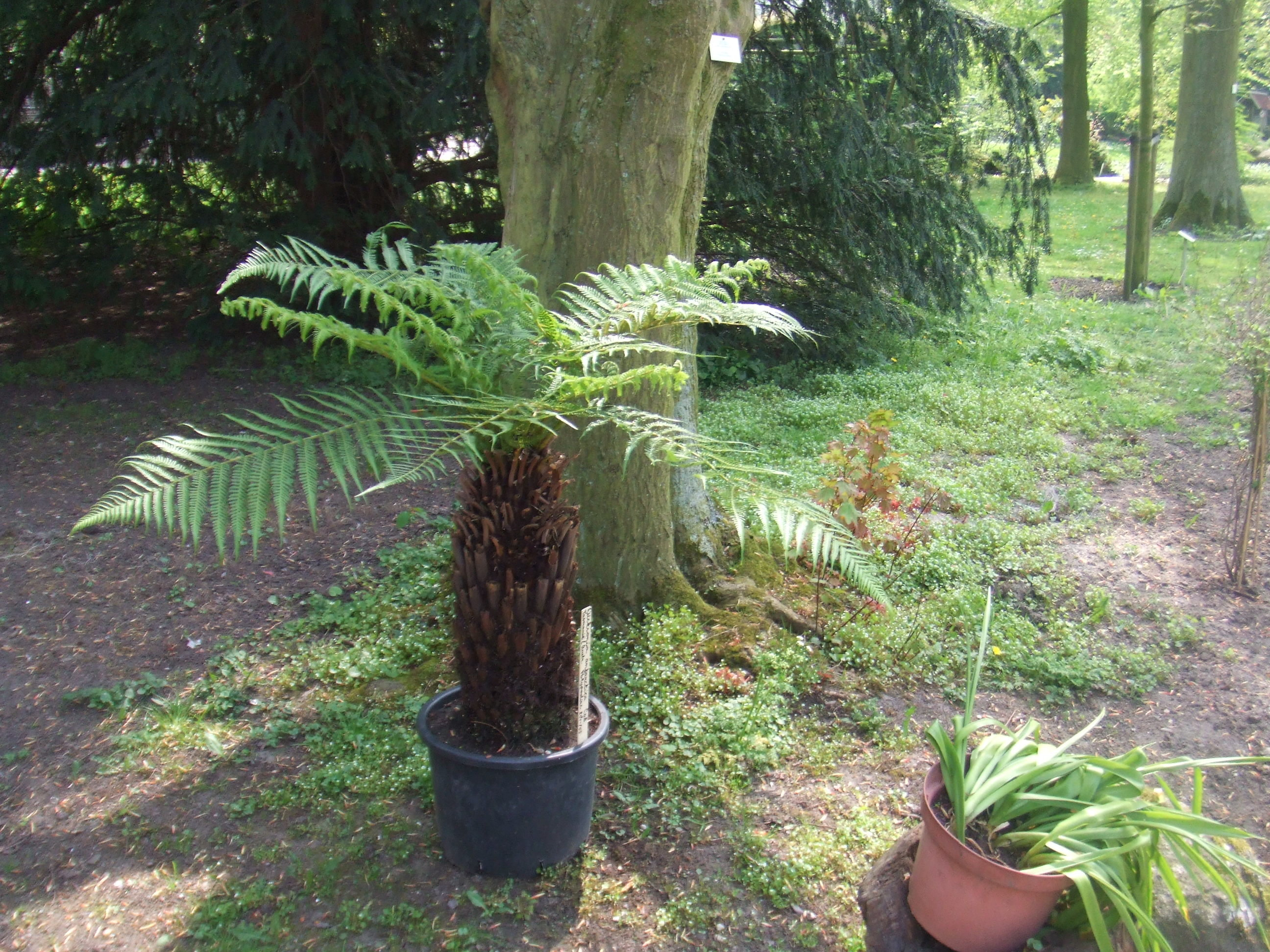
Dicksonia antarctica en el Jardín botánico de Delft

El Hortus Botanicus TU Delft o en neerlandés; Botanische Tuin TU Delft es un jardín botánico que depende de la Universidad Técnica de Delft en Delft, Holanda. Se fundó en 1917, como un "Jardín de Cultivo de plantas de interés económico". El jardín tiene unas 2,5 hectáreas de extensión, consta de:
- Arboretum
- Jardín de plantas de floración anual
- Plantas de uso comercial
- Un complejo de invernaderos

El complejo de invernaderos alberga entre otras, especímenes de Victoria cruziana, Strelitzia reginae, una gran Passiflora edulis, plantas acuáticas, cactus y orquídeas.
Este jardín botánico administra las siguientes colecciones de plantas nacionales:
- Plantas de interés económico
- Hamamelidaceae
- Zingiberaceae
- Cannaceae
- Marantaceae
- Menispermaceae (lianas, mangles... de regiones cálidas que suministran alcaloides de uso en medicina)
- Musaceae
- Myristicaceae
- Theaceae
- Lavandula
- Cercidiphyllaceae
- Platanaceae
- Eucommiaceae